# Личинко, Александр Сергеевич
Александр Сергеевич Личинко (1918—1956) — старший сержант Рабоче-крестьянской Красной Армии, участник Великой Отечественной войны, Герой Советского Союза (1944).

## Биография
Александр Личинко родился 8 марта 1918 года в селе Кульнево (ныне — Жирятинский район Брянской области). Окончил начальную школу. В 1939 году Личинко был призван на службу в Рабоче-Крестьянскую Красную Армию. С сентября 1943 года — на фронтах Великой Отечественной войны, командовал отделением 239-го гвардейского стрелкового полка 76-й гвардейской стрелковой дивизии 61-й армии Центрального фронта. Отличился во время освобождения Украинской ССР.
21 сентября 1943 года в бою у села Толстолес Черниговской области отделение Личинко отрезало контратаковавших пехотинцев от танков и, нанеся им большие потери, заставило отступить. 28 сентября 1943 года Личинко переправился через Днепр. Несмотря на то, что по пути лодка была пробита, ему с товарищами удалось добраться вплавь и принять активное участие в боях за захват и удержание плацдарма на его западном берегу. Высадившись на бравом берегу Днепра Личинко бросился в атаку на врага и ворвавшись в немецкие окопы в рукопашной схватке уничтожил 6 немцев.
Указом Президиума Верховного Совета СССР «О присвоении звания Героя Советского Союза генералам, офицерскому, сержантскому и рядовому составу Красной Армии» от 15 января 1944 года за «образцовое выполнение боевых заданий командования по форсированию реки Днепр и проявленные при этом мужество и героизм» гвардии старший сержант Александр Личинко был удостоен высокого звания Героя Советского Союза с вручением ордена Ленина и медали «Золотая Звезда».
После окончания войны Личинко был демобилизован. Скоропостижно скончался 3 мая 1956 года. Похоронен в селе Жирятино Брянской области.
Был также награждён рядом медалей.
Память
В честь А. С. Личинко названа улица в Жирятино.